# موزه صلح تهران

موزه صلح تهران یکی از موزه‌های عضو شبکه بین‌المللی موزه‌های صلح واقع در شهر تهران است.
هدف اصلی این موزه‌ها ترویج فرهنگ صلح از طریق نشان دادن پیامدهای ناگوار جنگ و خشونت و آثار زیانبار آن بر انسان‌ها و محیط زیست می‌باشد. موزه‌های صلح بیشتر از آن‌که مکانی برای تماشای اشیاء تاریخی باشند، محلی برای گفتگو، برنامه‌های آموزشی و پژوهشی و فرهنگ‌سازی می‌باشند.
موزه صلح تهران در پارک شهر و در مرکز شهر تهران قرار دارد و بنیان‌گذاران آن اعضای انجمن حمایت از قربانیان سلاح‌های شیمیایی هستند. اعضای این موزه اغلب داوطلبانی هستند که به‌صورت افتخاری با موزه همکاری می‌کنند و تعدادی از آنان خود قربانیان سلاح‌های شیمیایی هستند که به عنوان راهنماهای موزه به فعالیت مشغول هستند.
اگرچه موضوع کاربرد سلاح‌های شیمیایی در جنگ عراق علیه ایران و پیامدهای آن در این موزه به‌صورت برجسته‌تری مورد توجه قرار گرفت اما موضوعات دیگری همچون بمباران اتمی هیروشیما و ناگازاکی در ژاپن، جنگ‌های جهانی اول و دوم، کاربرد سلاح‌های ممنوعه در جنگ‌ها (بمب‌های خوشه‌ای - مین و سلاح‌های حاوی اورانیم) و آثار و عوارض هر کدام از این سلاح‌ها در بخش‌های دیگر موزه نشان داده شده است.
بخش‌های این موزه عبارتند از:
- کتابخانه صلح
- گالری هنر برای صلح
- کارگاه‌های آموزشی
- بخش موزه مجازی
- استودیوی ثبت تاریخ شفاهی

موزه صلح ابتدا در سال ۱۳۸۶ در پارک شهر راه‌اندازی گردید و پس از مدتی ساختمان آن بازسازی شد.
ساختمان جدید این موزه با حضور میهمان‌هایی از کشورهای مختلف از جمله رئیس موزه صلح هیروشیما در روز هشتم تیرماه ۱۳۹۰، هم‌زمان با روز ملی مبارزه با سلاح‌های شیمیایی افتتاح گردید.
همایش‌های گوناگونی نیز در این موزه برگزار می‌شود، از جمله همایش بنیاد بین‌المللی مدارس صلح و دوستی (لایف لینک) که در سال ۱۳۸۷ خورشیدی با حضور رئیس این بنیاد دکتر «هانس لواندر»، مسئول پروژه‌های لایف لینک در ایران و تعدادی از دانش‌آموزان ایرانی عضو لایف لینک در موزه صلح تهران برگزار شد.
موزه صلح تهران برگزارکننده مراسم روز جهانی صلح در تهران است. در سال ۱۳۸۷ این مراسم با حضور تعداد زیادی از صلح‌جویان و قربانیان جنگ در پارک شهر تهران برگزار شد.
در روز ۲۹ آوریل ۲۰۱۲ - دهم اردیبهشت نود و یک - مراسم روز جهانی بزرگداشت قربانیان سلاح‌های شیمیایی با قرائت پیام دبیرکل سازمان ملل و با حضور نمایندگان سازمان‌های بین‌المللی، قربانیان سلاح‌های شیمیایی و اعضای سازمان‌های مردم‌نهاد در موزه صلح تهران برگزار گردید.

## نشانی
خیابان وحدت اسلامی، خیابان شهید فیاض‌بخش، درب شمالی پارک شهر، موزه صلح تهران